# Arróniz
Arróniz (en euskera Arroitz) es una villa y un municipio español de la Comunidad Foral de Navarra, situado en la Merindad de Estella, en la comarca de Estella Oriental y a 57,8 km de la capital de la comunidad, Pamplona. Su población en 2024 fue de 1054 habitantes (INE).

## Geografía
La villa de Arróniz está enclavada en el valle de la Solana, dista 60 kilómetros de Pamplona y alcanza una altitud de 562 metros y una superficie de 55,2 km². El terreno está formado por material miocénico suavemente ondulado y con una altitud que desciende de norte a sur. Las mayores elevaciones son los cerros Arosa, Santa Cruz y Aranbelza, sin olvidar el Montejurra, Aunque no hay ríos en su término, son muy abundantes los arroyos. Las tierras de cultivo son poco profundas y pedregosas y casi todas de secano.

### Localidades limítrofes
Barbarin, Luquin, Arellano, Dicastillo, Allo, Sesma.

## Historia
Esta villa ha sido señorío nobiliario, y ya aparece documentada en el siglo XI como una tenencia o posesión a cargo de Lope Fortuñones y Fortún López. Pasó después a ser dominio directo del rey, que en 1342 se comprometió a no enajenarla. Algunos años después, en 1397, Carlos III hizo donación hereditaria de su pecha y sus rentas a favor de Carlos de Beaumont.
A finales del siglo XIV, Arróniz sufrió una despoblación momentánea a causa de la gran peste de 1348, una epidemia que redujo la población considerablemente y también una de las guerras con Castilla que tuvo lugar treinta años después.
Tras haber formado parte de la Solana durante la Baja Edad Media, en 1553 la villa aparece como parte del Condado de Lerín. Desde 1647 estuvo integrada en el valle de Santesteban de la Solana, del que intentó desvincularse desde 1828 y no lo consiguió hasta 1845.

## Demografía
Arróniz cuenta con una población de 1054 habitantes (INE 2024).
| Gráfica de evolución demográfica de Arróniz entre 1842 y 2021                                                       |
| |
| Población de derecho según los censos de población del INE Población de hecho según los censos de población del INE |

## Símbolos

### Escudo
Trae de azur y una portada formada por dos columnas de oro y sobre ella un olivo en su color natural. Este blasón tomando como base la ermita de Nuestra señora de los Remedios de Mendía en cuya portada hay cuatro espléndidas columnas corintias y un olivo que brotó, según tradición, el día que se vendió un olivar propiedad de la ermita, llamado olivar de la Virgen.

## Administración y política

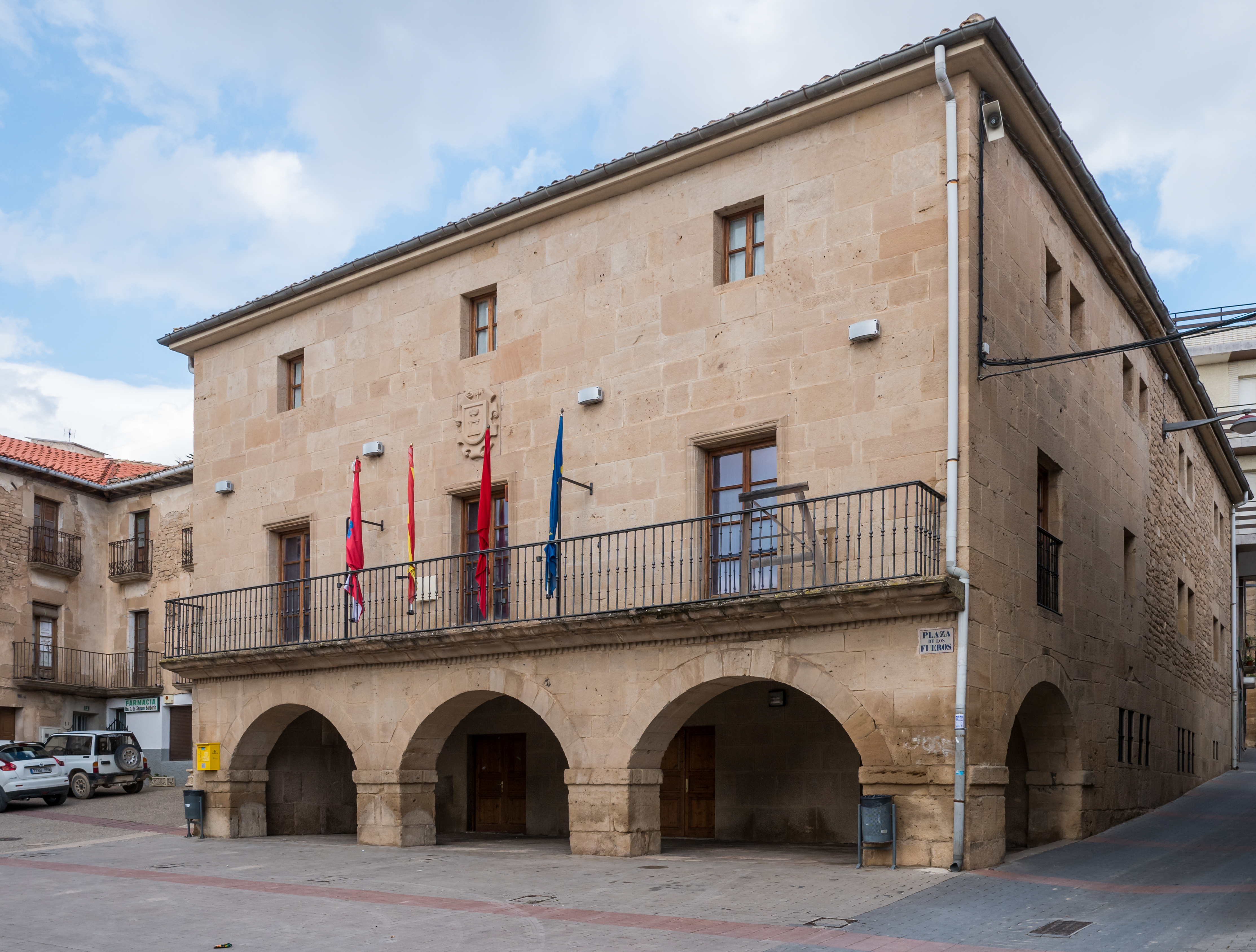
Ayuntamiento de Arróniz

| Periodo   | Nombre                      | Partido | Partido                                         |
| --------- | --------------------------- | ------- | ----------------------------------------------- |
| 2007-2011 | Rubén Osés Martínez         |         | Agrupación Electoral por la Participación (AEP) |
| 2011-act. | Antonio Ángel Moleón Segura |         | Partido Socialista de Navarra (PSN-PSOE)        |

| Partido político                                | 2019  | 2019       | 2015  | 2015       | 2011  | 2011       | 2007  | 2007       |
| Partido político                                | %     | Concejales | %     | Concejales | %     | Concejales | %     | Concejales |
| Partido Socialista de Navarra (PSN-PSOE)        | 78,63 | 9          | 61,87 | 6          | 34,90 | 3          | 22,59 | 2          |
| Arróniz Berria (AB)                             | —     | —          | 26,49 | 2          | 23,22 | 2          | 17,85 | 1          |
| Partido Popular (PP)                            | —     | —          | 9,04  | 1          | 9,10  | 1          | —     | —          |
| Agrupación Electoral por la Participación (AEP) | —     | —          | —     | —          | 30,80 | 3          | 27,34 | 3          |
| Agrupación Independiente Mendía (AIM)           | —     | —          | —     | —          | —     | —          | 29,15 | 3          |

## Cultura

### Patrimonio

#### Monumentos religiosos
- Iglesia parroquial de San Salvador: Su origen es medieval (siglo XIII). Fue reconstruida en el siglo XVI con estilo gótico tardío y posteriormente ampliada y remodelada en varias ocasiones. Presenta nave única de tres tramos con capillas a cada lado, crucero, cabecera poligonal y coro alto a los pies que se prolonga en dos galerías laterales. La nave está cubierta por bóveda de crucería estrellada con claves, las capillas laterales y el transepto por bóveda de lunetos, la cabecera por bóveda de paños y el crucero por cúpula sobre pechinas. La sacristía, con planta rectangular y cubierta por bóvedas de medio cañón con lunetos, fue añadida en el siglo XVIII. En el exterior, muros de sillería y una torre levantada en el siglo XIX, de estilo neoclásico, al igual que la portada principal, que fueron proyectadas por Juan José de Armendáriz en 1798.

El retablo mayor, es de estilo barroco temprano del siglo XVII remodelado en el XVIII, contiene relieves de la Pasión de Cristo y Santos, así como bultos que representan a la Inmaculada y a la Asunción. Se encuentran también en su interior diversos retablos romanistas y barrocos de los siglos XVI al XVIII, entre los que destaca el del Rosario, con una talla románica de la Virgen y otra del Salvador del primer tercio del siglo XVI. Se conserva también un órgano neoclásico y, en el coro, la antigua sillería barroca.

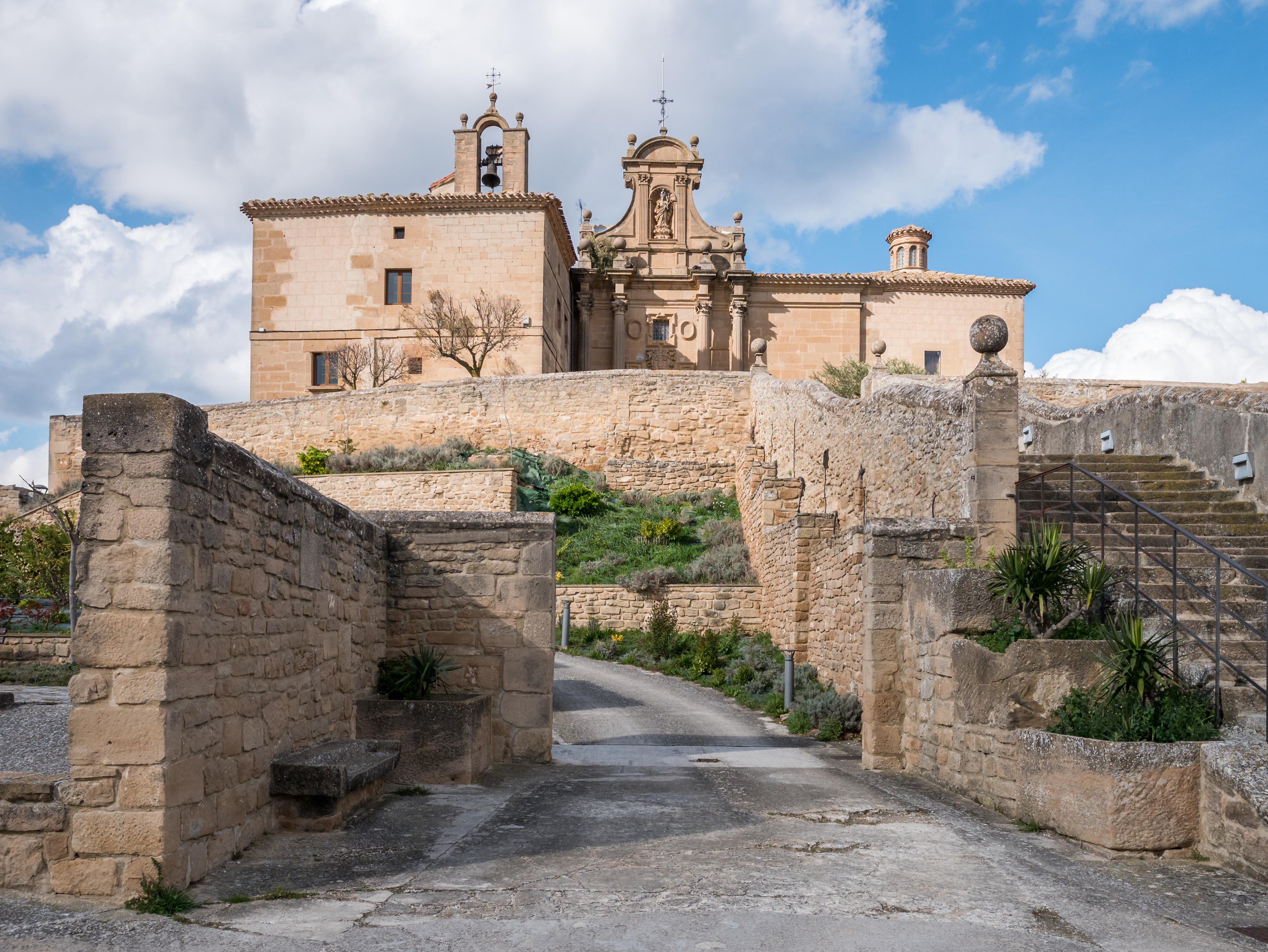
Basílica de Nuestra Señora de Mendía

- Basílica de Nuestra Señora de Mendía:Construida en el siglo XVII y posteriormente fue reformada en estilo neoclásico. Tiene nave única rectangular de cinco tramos, cubierta con bóvedas de medio cañón con lunetos, cabecera cuadrada con una cúpula añadida en el siglo XIX, sacristía de planta cuadrangular y coro alto a los pies. Los muros exteriores de la basílica son de sillería, y la portada de acceso alberga en el ático una hornacina con una talla de piedra barroca de la Virgen con el Niño. El conjunto está rodeado por un muro con escaleras de acceso.

En el presbiterio, cerrado por una reja de hierro forjado, se encuentra un retablo barroco de finales del siglo XVII en el que se encuentra la imagen de la Virgen de Mendía, una talla del siglo XIII retocada en el siglo XVI y en época barroca. A los lados de la nave, dos grandes lienzos barrocos dedicados a la Inmaculada Concepción y a Cristo Salvador.
- Ermitas: En el término de Arróniz existen tres ermitas: Las ermitas de San Pedro, Santa Cecilia y Santa María de las Viñas. La primera de ellas fue levantada en el siglo XVI y modificada en el barroco, al igual que la de Santa Cecilia, de origen Medieval. La ermita de Santa María de las Viñas, por su parte, fue construida en 1712 y actualmente se encuentra en ruinas.

#### Monumentos civiles
Del arte civil destaca la plaza de los Fueros y, en ella, el edificio del Ayuntamiento, construido en el siglo XVIII. En el casco urbano podemos encontrar también muchas casas señoriales y algunos edificios del siglo XVI. Además, Arróniz cuenta con un yacimiento arqueológico, situado en la sierra de Arrosia, en el que se ha encontrado cerámica de la I Edad del Hierro.

### Fiestas
- Día de la Tostada y Fiesta del Aceite de Navarra. Cita que, desde 1993, se repite cada año y en el mes de febrero.[5][6] Fue declarada en 2015 como fiesta de interés turístico.[7]